# Folia bąbelkowa

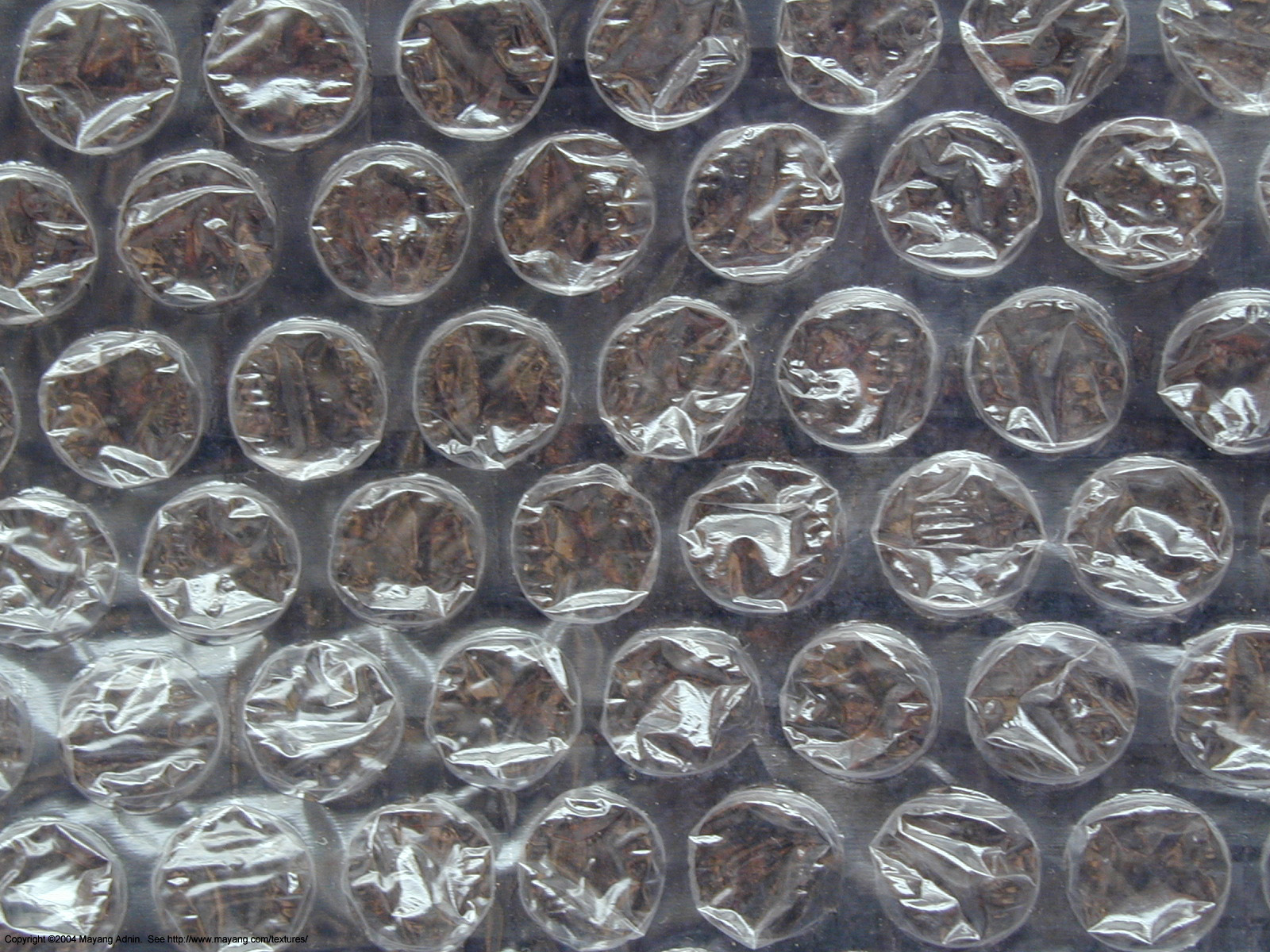
Folia bąbelkowa

Folia bąbelkowa (folia pęcherzykowa) – sprężysty, przezroczysty, plastikowy materiał używany zazwyczaj do pakowania delikatnych przedmiotów. Umieszczone w regularnych odstępach, wypełnione powietrzem pęcherzyki (bąbelki) zapewniają amortyzację dla wartościowych lub kruchych obiektów.
Folia bąbelkowa została wynaleziona przez dwóch inżynierów Alfreda Fieldinga i Marca Chavannesa w 1957 roku - późniejszych założycieli SealedAir corp. Zaprojektowali oni trójwymiarową (wypukłą) plastikową tapetę, która co prawda nie weszła do produkcji, ale za to na jej podstawie powstała folia bąbelkowa.

## Odmiany
Folie bąbelkowe dostępne są w różnych rozmiarach, w zależności od wielkości przedmiotów do opakowania oraz od wymaganej ochrony pakowanych obiektów. Aby zapewnić ochronę przed wstrząsami i wibracjami, wymagane może być użycie kilku warstw folii. Pojedyncza warstwa folii może być używana jako warstwa ochronna powierzchni przedmiotu.

## Zastosowanie
Przykładowe zastosowanie folii bąbelkowej:
- Zabezpieczanie różnorodnych przedmiotów przed uszkodzeniami mechanicznymi podczas transportu, np. 
  - koperty bąbelkowe
  - owijanie przedmiotów
  - wypełnianie pustych miejsc w paczkach.
- Izolacja termiczna w gastronomii – zabezpiecza gorące posiłki przed utratą ciepła i zimne przed nagrzewaniem.
- Izolacja termiczna w ogrodnictwie – pozwala roślinom przetrzymać niskie temperatury poprzez owinięcie donic folią bąbelkową.

## Rozrywka

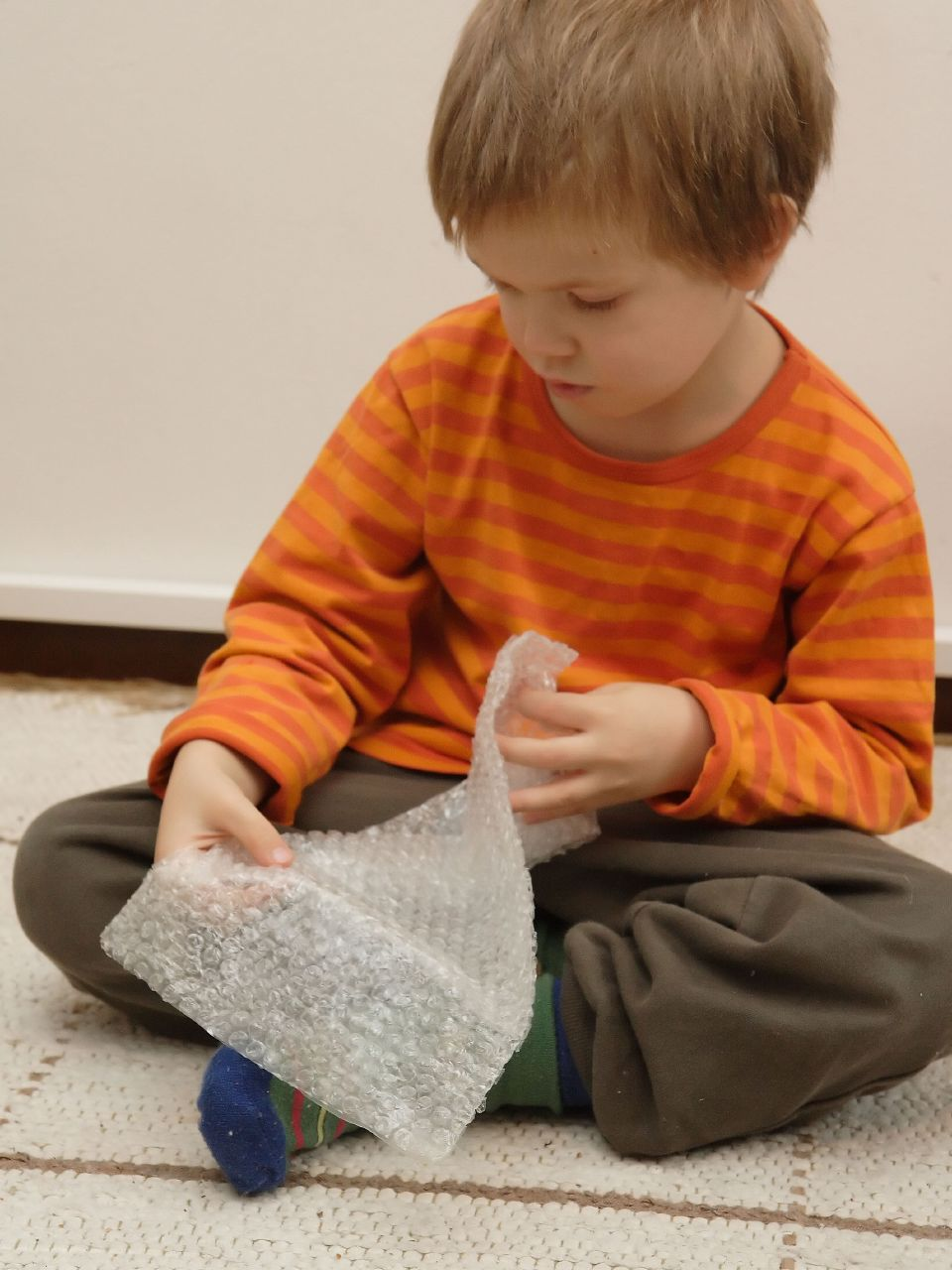
Dziecko bawiące się folią bąbelkową

Folia bąbelkowa może być wykorzystywana do rozrywki z powodu charakterystycznego, satysfakcjonującego dźwięku towarzyszącemu rozgniataniu pęcherzyków. W ostatni poniedziałek stycznia obchodzony jest Bubble Wrap Appreciation Day („Dzień Uznania dla Folii Bąbelkowej”).